# Aberto de Brasília 2012
L'Aberto de Brasília 2012 è stato un torneo di tennis facente parte della categoria ITF Women's Circuit nell'ambito dell'ITF Women's Circuit 2012. Il torneo si è giocato a Brasilia in Brasile dal 7 al 13 maggio 2012 su campi in terra rossa e aveva un montepremi di $25,000.

## Vincitori

### Singolare
Gabriela Paz ha battuto in finale  Andrea Koch-Benvenuto con il punteggio di 6–3, 6–3

### Doppio
María Fernanda Álvarez Terán /  Gabriela Paz hanno battuto in finale  Alizé Lim /  Aleksandrina Najdenova con il punteggio di 6–2, 6–4